# Huracán Marilyn
El huracán Marilyn fue el huracán más poderoso que azotó las Islas Vírgenes desde el huracán Hugo de 1989, y el tercer ciclón tropical de este tipo en aproximadamente dos semanas que azotó o impactó las islas de Sotavento . Los otros fueron el huracán Iris y el huracán Luis, mucho más poderoso y destructivo. La decimotercera tormenta con nombre, el séptimo huracán y el tercer huracán mayor de la extremadamente activa temporada de huracanes del Atlántico de 1995, Marilyn se formó el 12 de septiembre como una depresión tropical a partir de una onda tropical que se desplazó frente a la costa de África el 7 de septiembre. Tras su formación, la tormenta se convirtió rápidamente en tormenta tropical y se intensificó de forma constante hasta alcanzar las Antillas Menores el 14 de septiembre con fuerza de categoría 1. Al ingresar al noreste del mar Caribe, se intensificó rápidamente y alcanzó su punto máximo el 16 de septiembre al norte de Puerto Rico como un huracán de categoría 3, poco después de impactar las Islas Vírgenes de los Estados Unidos. Un vuelo de reconocimiento del cazahuracanes reportó granizo, algo inusual en los ciclones tropicales. Después de dirigirse al norte pasando Bermudas, Marilyn se debilitó y se volvió extratropical el 22 de septiembre. La circulación remanente vagó por el océano Atlántico del 23 de septiembre al 1 de octubre, justo al sur de Nueva Escocia.
El huracán Marilyn es responsable de un total de trece muertes, la mayoría por ahogamiento en embarcaciones o en alta mar. Once mil personas quedaron sin hogar en la isla de Santo Tomás, y los daños se estimaron en 2 mil millones de dólares (USD 1995) en las Islas Vírgenes de los Estados Unidos. La misma zona sería azotada por el huracán Bertha al año siguiente, mientras aún se recuperaba de los huracanes Luis y Marilyn, y posteriormente azotada sucesivamente por Hortense, Erika, Georges, José, Lenny y Debby.

## Historia meteorológica
El origen de Marilyn se remonta a una onda tropical que se formó frente a la costa africana el 7 de septiembre de 1995. En la circulación de la onda se incluyeron vientos fuertes y de bajo nivel, pero hubo poca convección. El sistema continuó hacia el oeste durante varios días a unos 31 km/h (19 mph) junto a un anticiclón en altura. El 12 de septiembre, imágenes satelitales detectaron la onda desorganizada y la declararon depresión tropical quince, tras el aumento de la convección. La depresión tropical quince se fortaleció rápidamente, convirtiéndose en la tormenta tropical Marilyn seis horas después. Un día después de recibir su nombre, Marilyn se elevó a categoría de huracán, al tiempo que seguía una trayectoria más hacia el noroeste.

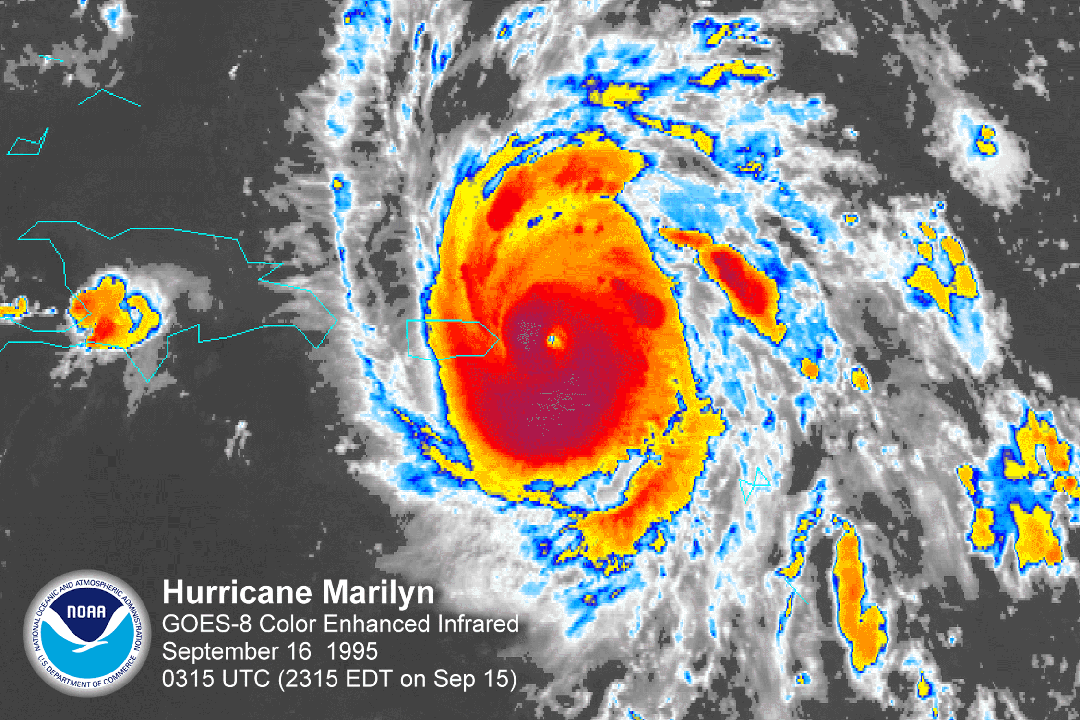
El huracán Marilyn cerca de Puerto Rico

Durante los días siguientes, la trayectoria de Marilyn se dirigió hacia el oeste-noroeste y el noroeste, debido a la debilidad de la dorsal subtropical. Marilyn fue un huracán de categoría 1; pasó a 84 km (52 mi) al norte de Barbados y Martinica. Marilyn pasó sobre Dominica, las Islas de las Santas y el suroeste de Guadalupe  el 14 de septiembre, trayendo consigo fuertes lluvias y vientos. Continuó su trayectoria hacia el noroeste, tocando tierra en las Islas Vírgenes Estadounidenses el 15 de septiembre, con vientos de 180 km/h (110 mph), convirtiéndose en un huracán de categoría 2. La pared del ojo, al este-sureste del centro de Marilyn, pasó sobre Santo Tomás más tarde ese mismo día. Tras pasar sobre Puerto Rico, Marilyn regresó al océano Atlántico el 16 de septiembre. Se había formado una depresión cerca de Marilyn, lo que podría haber intensificado la salida del sistema. Se formó un ojo en el centro de Marilyn, y la tormenta alcanzó una intensidad máxima de 949 milibares y vientos de 185 km/h (115 mph), convirtiéndose en un huracán de categoría 3. En ese momento, se pronosticaba que Marilyn alcanzaría vientos máximos de 193-201 km/h (120-125 mph).
Los datos de reconocimiento detectaron un par concéntrico de vientos máximos en la pared del ojo. Marilyn comenzó a debilitarse rápidamente, pasando de vientos máximos de 227 km/h (141 mph) a 164 km/h (102 mph). La presión central también aumentó 20 mbar en tan solo 10 horas. Este rápido debilitamiento se debió a la cizalladura del oeste y al aire seco arrastrado por el sistema, la pared del ojo en descomposición y, especialmente, a las aguas frías provenientes de la poderosa tormenta anterior, el huracán Luis. A medida que Marilyn se debilitó a huracán de categoría 1 y se desplazó al norte-noroeste, pasó a unos 280 km (174 mi) al oeste de Bermudas el 19 de septiembre. Al encontrarse con una cizalladura más fuerte del oeste, Marilyn se debilitó a una categoría inferior a la de huracán y realizó su transición extratropical el 20 de septiembre, con su centro en el Atlántico nororiental. La circulación remanente continuó moviéndose erráticamente a través del océano Atlántico central durante otros 10 días antes de ser absorbida por un frente de baja presión el 30 de septiembre. Un vuelo de reconocimiento del cazadores de huracanes informó de granizo, lo cual es inusual en los ciclones tropicales.

## Preparativos

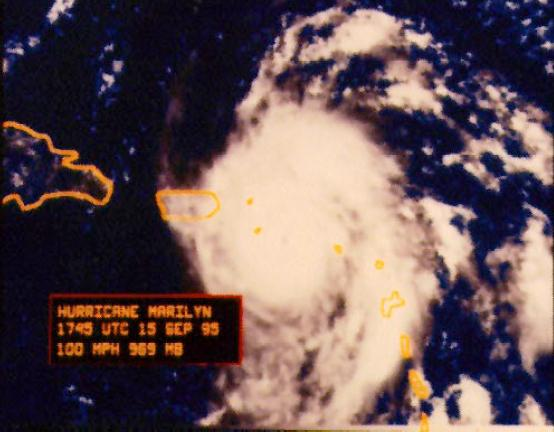
El huracán Marilyn cruzando las Islas Vírgenes el 15 de septiembre de 1995.

Se emitieron diecisiete alertas y/o advertencias en asociación con Marilyn. Las dos primeras fueron una vigilancia de tormenta tropical y una alerta de tormenta tropical emitidas para Barbados, San Vicente, las Granadinas, Santa Lucía y Granada el 12 de septiembre a las 22:00 UTC. Cinco horas después, se emitió una vigilancia de tormenta tropical para Trinidad y Tobago. Se emitió una alerta de tormenta tropical para Santa Lucía, San Vicente, las Granadinas, Granada y Tobago a las 9:00 UTC del 13 de septiembre. A las 2100 UTC, se emitió una advertencia de huracán para Barbados, San Vicente, las Granadinas y Santa Lucía y una vigilancia de huracán para Dominica. Se emitió una alerta de huracán para Martinica el 14 de septiembre. El aviso a las 21:00 UTC del 13 de septiembre se extendió a las Granadinas hasta San Martín, excepto Guadalupe, San Bartolomé y la parte francesa de San Martín. A las 15:00 UTC, Puerto Rico recibió una alerta de huracán. A las 17:00 UTC, Guadalupe, San Bartolomé y la parte francesa de San Martín recibieron una alerta de huracán. Cuatro horas después, Puerto Rico, las Islas Vírgenes Británicas y Islas Vírgenes de Estados Unidos, y Guadalupe recibieron una alerta de huracán.
A lo largo de la noche, se suspendieron varias alertas y avisos. A las 15:00 UTC del 15 de septiembre, se puso bajo vigilancia de huracán en República Dominicana, desde Cabrera hasta Cabo Engaño, ante la aproximación de Marilyn. Durante la noche del 16 de septiembre, se suspendieron todas las alertas y avisos vigentes. Aproximadamente a la misma hora, se emitió una nueva alerta de huracán para las Islas Turcas y Caicos, Mayaguana, Acklins y las Islas Crooked del sureste de las Bahamas. Esta alerta se suspendió en 48 horas. A las 15:00 UTC del 18 de septiembre, Bermudas recibió una alerta de tormenta tropical, que se elevó a alerta seis horas después. La alerta se suspendió el 19 de septiembre.
Los 250.000 habitantes de Barbados pasaron la noche del 13 de septiembre en albergues.

## Impactos
| Condadp región | Víctimas mortales | Daños              | Ref(s)       |
| -------------- | ----------------- | ------------------ | ------------ |
| Santo Tomás    | 5                 | $1.5 mil millones  | [ 4 ]        |
| Santa Cruz     | 1                 | $350 millones      | [ 4 ] [ 23 ] |
| San Juan       | 1                 | $150 millones      | [ 4 ] [ 23 ] |
| Puerto Rico    | 1                 | $300 millones      | [ 23 ]       |
| Desconocido    | 5                 | Desconocido        | [ 1 ]        |
| Total          | 13                | ~$2.3 mil millones |              |

Marilyn causó cerca de 2.300 millones de dólares y 13 muertes en las Islas Vírgenes de los Estados Unidos y Puerto Rico. Se desconoce la cifra exacta de daños en las Islas Vírgenes de los Estados Unidos y Puerto Rico, aunque American Insurance Services Group estimó los daños combinados en 875 millones de dólares. Además de los fuertes vientos y el oleaje, una posible explicación de los graves daños causados por la tormenta podría haber sido la complacencia de la población local. Marilyn azotó el lugar tan solo 10 días después de Luis, un huracán de categoría 4 más potente, que inicialmente se predijo que pasaría muy cerca de Santo Tomás. Esta predicción impulsó a los habitantes locales a ser especialmente meticulosos en sus preparativos previos a la tormenta; sin embargo, Luis pasó más lejos de la isla y causó daños relativamente moderados. Los habitantes de las Islas Vírgenes cuestionaron la precisión de las alertas de viento del Centro Nacional de Huracanes, ya que el huracán Marilyn causó daños significativos para una simple tormenta de categoría 2. Los daños en Santo Tomás fueron similares a los registrados en Santa Cruz en 1989, cuando el huracán Hugo, una tormenta de categoría 4, causó daños catastróficos. Debido a que Santo Tomás es una isla con muchas colinas, es posible que los vientos sostenidos en las colinas expuestas (algunas con elevaciones de miles de pies sobre el nivel del mar) fueran significativamente más fuertes que las estimaciones de velocidad del viento a nivel del mar proporcionadas por el centro de huracanes en su aviso principal. Los residentes también reportaron vórtices de tornado en ciertos vecindarios.

### Martinica
Las precipitaciones en Martinica alcanzaron un máximo de 230 mm (9,06 pulgadas) en Le Morne-Rouge, 227 mm (8,94 pulgadas) en Ajoupa Bouillon, 160 mm (6,4 pulgadas) en Saint Pierre y un mínimo de 150 mm (6 pulgadas) en Ducos. La ráfaga de viento más alta registrada fue de 130 km/h (80 mph) en Trinité, donde se registraron los únicos vientos sostenidos en Martinica, de 93 km/h (58 mph).

### Guadalupe
El huracán Marilyn atravesó directamente las Îles des Saintes y la parte sur de la isla de Basse-Terre en la noche del 14 al 15 de septiembre de 1995, trayendo a la isla las precipitaciones totales más altas registradas de un ciclón tropical. Las precipitaciones en un período de 12 horas en Guadalupe alcanzaron los 510 mm (20 pulgadas) en Saint-Claude, los 485 mm (19,09 pulgadas) en Guillard-Basse-Terre y los 448 mm (17,63 pulgadas) en Gaba. La ráfaga de viento más alta registrada en Guadalupe fue de 135 km/h (84 mph) en Marie-Galante. Las siguientes ráfagas alcanzaron cerca de los 84 km/h (52 mph) en Raizet, con ráfagas de viento máximas de 109 y 98 km/h (68 y 61 mph) en Desirade. La presión mínima registrada fue de 989 mbar (29,2 inHg) en Basse-Terre. Los daños fueron moderados en el sur debido a las fuertes lluvias. Marilyn fue uno de los tres huracanes que afectaron la región en 1995, después de Iris y Luis; los daños totales estimados fueron cercanos a los 500 millones de francos.

### Estados Unidos

#### Isla Virgenes

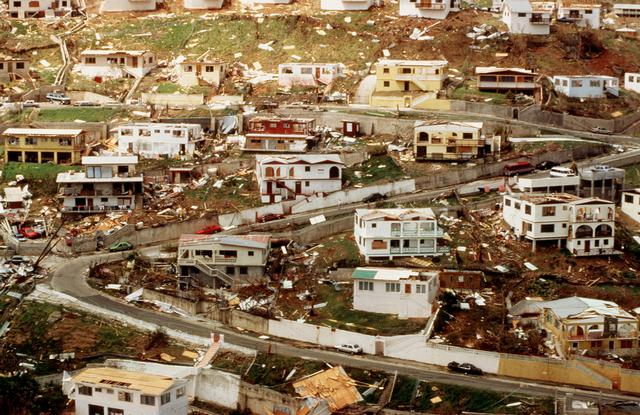
Daños causados por Marilyn en Santo Tomás

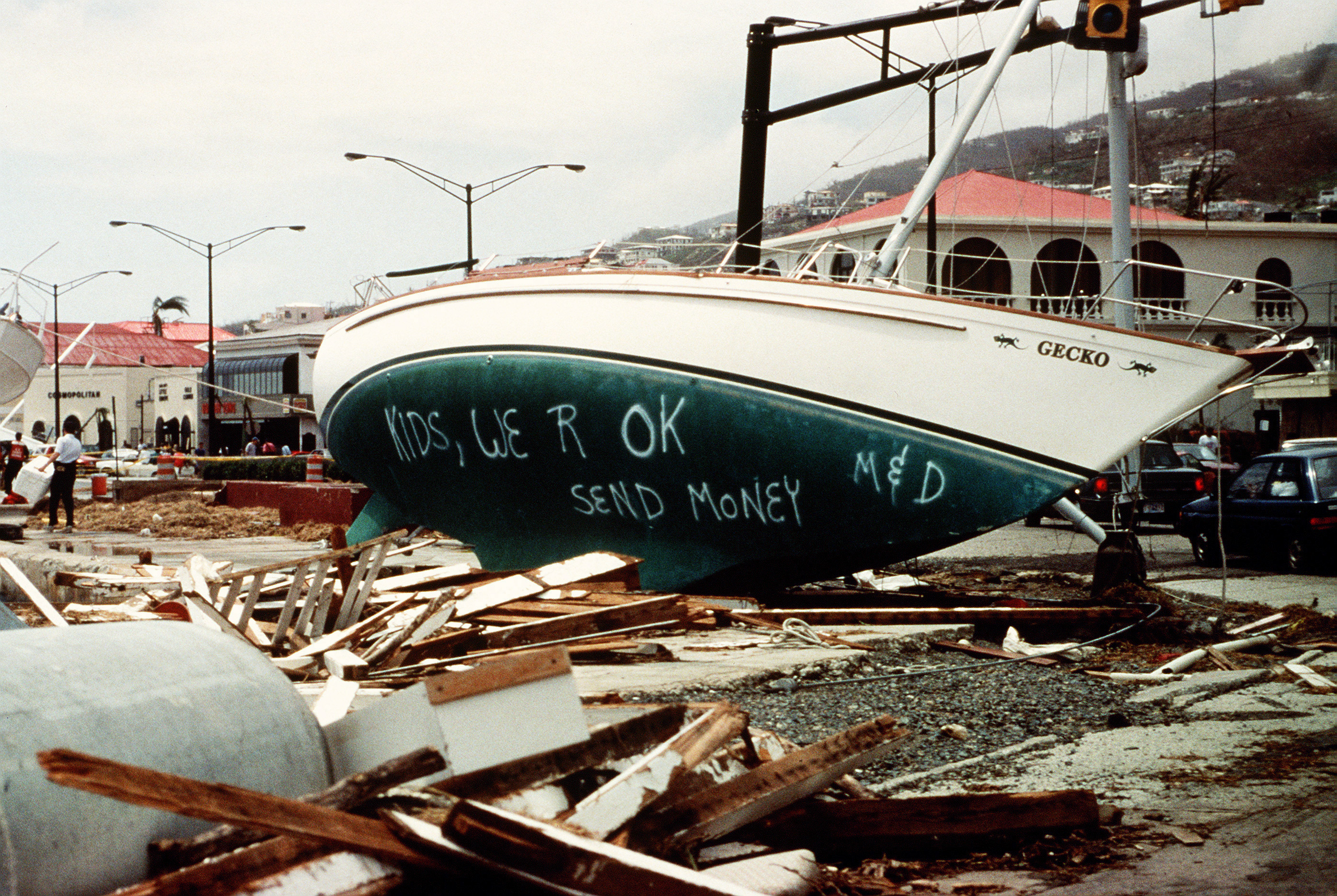
Velero varado en Santo Tomás utilizado como valla publicitaria

La velocidad máxima del viento que dejó Marilyn tras pasar sobre la isla de Santa Cruz fue de 160 km/h (100 mph). Las precipitaciones más altas registradas fueron 296 mm (11,67 pulgadas) anuales, 253 mm (9,96 pulgadas) en la bahía de Red Hook y 133 mm (5,25 pulgadas) en Granard. La marejada ciclónica más alta reportada fue de 2 m (6,6 pies) en Santo Tomás y de 1,8 m (6 pies) en Santa Cruz. Según la NOAA, la marejada ciclónica en las Islas Vírgenes Estadounidenses alcanzó entre 2,1 m (6 y 7 pies), con una marea de tormenta aislada de 3,6 m (11,7 pies) en Santa Cruz. En Santa Cruz y Santo Tomás, la precipitación total alcanzó aproximadamente 25 cm (10 pulgadas).
Las ráfagas más altas registradas fueron de 208 km/h (129 mph) en un Sistema Automatizado de Observación de Superficie (SAOS) no comisionado y de 153 km/h (95 mph) en Sailboat Puffin en Green Cay. Los vientos sostenidos más altos fueron de 169 km/h (105 mph) en un SAOS no comisionado. Marilyn fue directamente responsable de siete muertes, la mayoría por ahogamiento en embarcaciones o en alta mar. Diez mil personas quedaron sin hogar en Santo Tomás, y la mayoría de los edificios sufrieron daños.
La isla de Santo Tomás fue la más afectada por la tormenta, donde aproximadamente el 80% de las viviendas y negocios resultaron dañados o destruidos, incluyendo el hospital y la planta desalinizadora de agua; cinco personas fallecieron. La marejada ciclónica en el puerto de Charlotte Amalie dejó varada la embarcación USCGC Point Ledge y dañó numerosas embarcaciones menores. En otras partes del territorio, se registraron daños de moderados a graves en Santa Cruz y San Juan. La Agencia Federal para el Manejo de Emergencias (FEMA) estimó las pérdidas en 1000 millones de dólares, mientras que un grupo de investigación económica de las Islas Vírgenes Estadounidenses fijó el total de daños en 3000 millones de dólares. Además, las pérdidas en Santo Tomás fueron de aproximadamente 1500 millones de dólares y un total de 2000 millones de dólares en las tres Islas Vírgenes Estadounidenses.

#### Puerto Rico

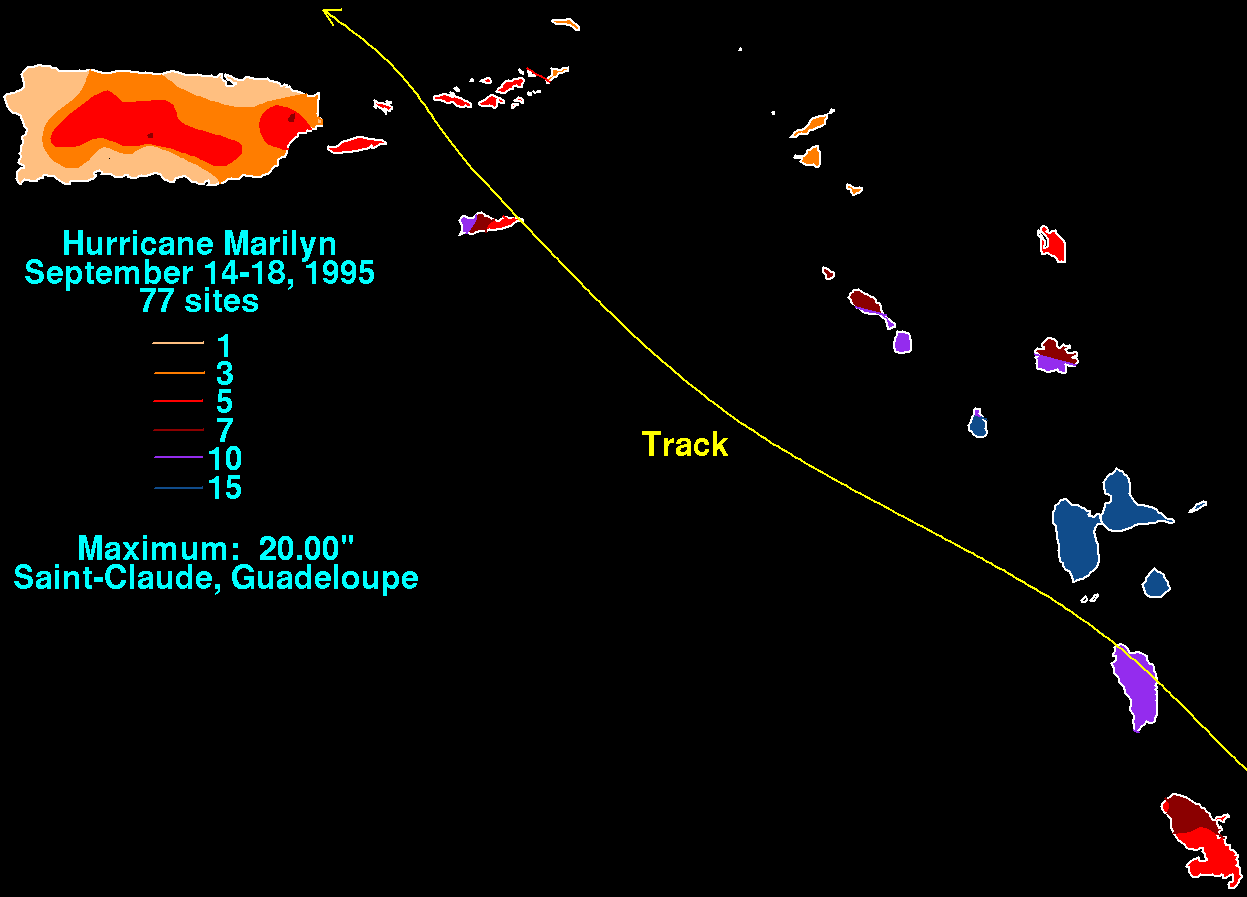
Lluvia de Marilyn

Las precipitaciones más altas reportadas en Puerto Rico a causa del huracán Marilyn fueron de 140 mm (5.6 pulgadas) en Naguabo, 140 mm (5.5 pulgadas) en Luquillo Pico del Este, 64 mm (2.52 pulgadas) en el Aeropuerto Internacional Luis Muñoz Marín y 62 mm (2.45 pulgadas) en la Estación Naval Roosevelt Roads. Las ráfagas más altas reportadas fueron de 201 km/h (125 mph) en Culebra, 97 km/h (60 mph) en la Estación Naval Roosevelt Roads y 80 km/h (50 mph) en un Sistema Automatizado de Observación de Superficie no comisionado. Los vientos sostenidos más altos registrados fueron de 66 km/h (41 mph) en la Estación Naval Roosevelt Roads. Marilyn pasó sobre las islas de Vieques y Culebra, donde causó grandes daños.
Se reportaron extensas inundaciones repentinas en el norte y este de Puerto Rico, y 12,000 personas se vieron obligadas a pasar la tormenta en refugios. Una persona falleció en Culebra. El presidente Bill Clinton declaró a Puerto Rico zona de desastre federal, poniéndolo a disposición de la ayuda federal. Cien viviendas en la isla de Culebra, a 32 km al este de Puerto Rico, fueron destruidas por Marilyn. Otras doscientas viviendas en la isla sufrieron daños.

### Antigua
La ráfaga más alta reportada en Antigua fue de 80 km/h (50 mph). El Servicio Meteorológico de Antigua informó que la isla sufrió graves inundaciones y daños en los bananos. Los demás daños reportados se debieron al viento.

### En otras partes
Bermudas reportó vientos sostenidos de 72 km/h y una ráfaga máxima de 97 km/h (60 mph). Antigua reportó vientos sostenidos de tan solo 56 km/h (35 mph), con fuerza de depresión tropical. En San Martín, los vientos sostenidos alcanzaron los 68,4 km/h (42,5 mph) y la ráfaga máxima fue de 98 km/h (61 mph). Las precipitaciones en San Martín alcanzaron un máximo de 85 mm (3,35 pulgadas) en una ubicación desconocida. El The New York Times informó que las Islas Vírgenes Británicas sufrieron pocos o ningún daño a causa de Marilyn. La ráfaga más alta en San Bartolomé fue de 95 km/h (59 mph) y los vientos sostenidos más altos fueron de 72 km/h (45 mph).

## Consecuencias

### Estados Unidos

#### Puerto Rico
Tras el huracán Marilyn, se enviaron suministros de socorro a Puerto Rico y las Islas Vírgenes Estadounidenses. Funcionarios de FEMA instalaron campamentos en las islas para distribuir alimentos, agua y refugio.

#### Isla Virgenes

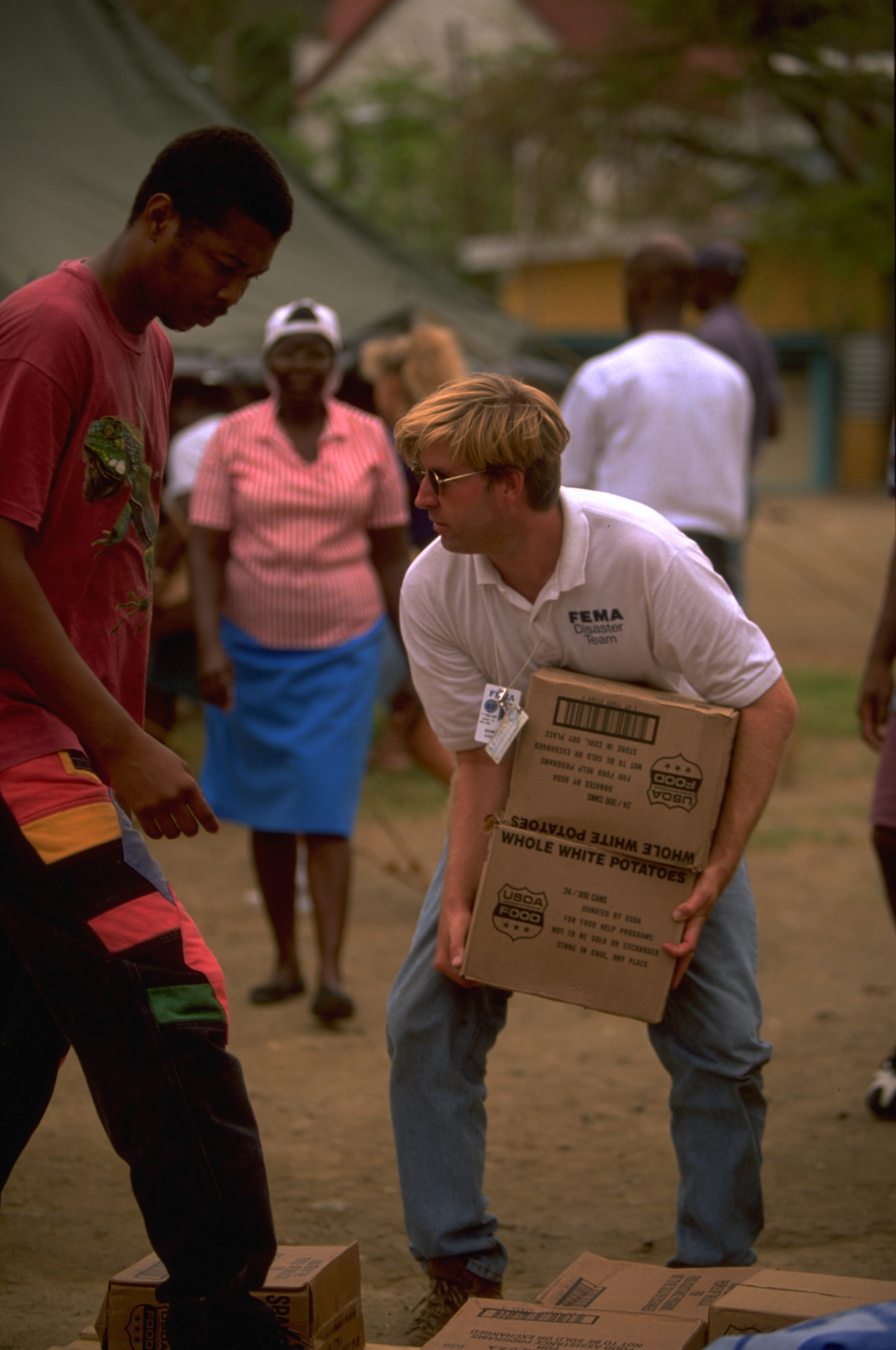
FEMA distribuyó alimentos, agua y ropa en las Islas Vírgenes de los Estados Unidos

El presidente de Estados Unidos, Bill Clinton, declaró las Islas Vírgenes Estadounidenses zona de desastre federal, poniéndolas a disposición de la ayuda federal. Sin embargo, la Guardia Nacional no llegó a Santo Tomás hasta dos días después del huracán, y la FEMA no llegó hasta tres días después. Mientras tanto, los saqueos significativos, especialmente en supermercados, impidieron una distribución ordenada de alimentos y agua. La Agencia Territorial de Gestión de Emergencias de las Islas Vírgenes (VITEMA) operaba cinco centros de distribución de suministros. Más de 2100 agentes de agencias federales se habían desplegado para ayudar con las labores de limpieza tras el huracán Marilyn. Se aceptaron rápidamente cuatro contratos para la reparación inmediata de edificios. Se enviaron equipos de buceo para verificar los daños en el puerto y los Seabees de la Armada de los Estados Unidos comenzaron a trabajar en la reparación de edificios públicos. Las fuerzas militares y de seguridad incluían a unos 500 miembros del Ejército, la Fuerza Aérea y la Armada, 500 miembros de la Guardia Nacional y 500 agentes federales de las fuerzas del orden. El aeropuerto de St. Thomas estaba abierto al tráfico aéreo gracias a una torre de control móvil. El hospital de St. Thomas estaba abierto, pero funcionaba con generadores.
Los primeros Centros de Recuperación por Desastre de FEMA abrieron sus puertas el 23 de septiembre en St. Thomas. Un informe indicó que, para el 11 de octubre, se habían otorgado 1500 préstamos para reparaciones de viviendas, la mayoría por menos de $2500. Se presentaron más de 19,000 solicitudes de vivienda por desastre, de las cuales más de 2800 fueron aceptadas. Se completaron aproximadamente 5000 de las 15,000 inspecciones asignadas. Se recibieron más de 7800 solicitudes de Subvenciones Individuales y Familiares, y de las 4,000 solicitudes de préstamos de la SBA presentadas, 43 fueron aprobadas por un total de $744,100, un préstamo promedio de $17,300.

### Retiro del nombre
- Debido a la destrucción causada por el huracán, la Organización Meteorológica Mundial retiró el nombre Marilyn en la primavera de 1996 y nunca más se usará para una tormenta tropical del Atlántico norte. Fue reemplazado por Michelle para la temporada de 2001.[30][31]